# Altrichthys
Altrichthys is een geslacht van straalvinnige vissen uit de familie van rifbaarzen of koraaljuffertjes (Pomacentridae).

## Soorten
- Altrichthys azurelineatus (Fowler & Bean, 1928)
- Altrichthys curatus (Allen, 1999)